# Liste der Monuments historiques in Eurville-Bienville
Die Liste der Monuments historiques in Eurville-Bienville führt die Monuments historiques in der französischen Gemeinde Eurville-Bienville auf.

## Liste der Immobilien
| Bezeichnung          | Beschreibung                                                                                          | Standort                                  | Kennzeichnung | Schutzstatus | Datum | Bild |
| -------------------- | --- | ----------------------------------------- | ------------- | ------------ | ----- | ---- |
| Château d’Eurville   | Orangerie im Schlosspark, 19. Jahrhundert                                                             | Eurville, avenue Jacques-Marcellot (Lage) | PA00079057    | Inscrit      | 1969  |      |
| Château de Bienville | Schloss, Mitte des 18. Jahrhunderts erbaut; mit Wirtschaftsgebäuden, Parkanlage und Wirtschaftsgarten | Bienville, Grand-Rue (Lage)               | PA52000018    | Inscrit      | 2001  |      |

## Liste der Objekte
| Bezeichnung               | Beschreibung                                          | Standort                                      | Kennzeichnung | Schutzstatus | Datum | Bild |
| ------------------------- | ----------------------------------------------------- | --------------------------------------------- | ------------- | ------------ | ----- | ---- |
| Skulptur Erzengel Michael | Holz, farbig gefasst, 16. Jahrhundert; 2005 gestohlen | Bienville, in der Kirche Ste-Menehould (Lage) | PM52000444    | Classé       | 1965  |      |
| Skulptur Madonna mit Kind | Kalkstein, erste Hälfte des 14. Jahrhunderts          | Bienville, in der Kirche Ste-Menehould (Lage) | PM52000445    | Classé       | 1973  |      |